# Las Coloradas
Las Coloradas est une ville d'Argentine située dans la partie sud-ouest de la province de Neuquén. Elle est le chef-lieu du département de Catán Lil.
Elle est située sur la route provinciale 24.

## Population
La ville comptait 833 habitants en 2001.